# Welcome to the Jungle
"Welcome to the Jungle" er det første nummer på det amerikanske Hard Rock-band Guns N' Roses' debutalbum Appetite for Destruction.
Sangen blev udgivet som bandets 2. single (Efter It's so Easy) den 3. oktober 1987 og nåede nr. 7 på Billboard Hot 100 Chart og nr. 67 på UK Singles Chart. I 2009 udråbte VH1 sangen til den største hard rock sang gennem tiderne.
"Welcome to the Jungle" var den første sang co-skrevet af forsanger Axl Rose og lead guitarist Slash. Axl har udtalt, at han skrev teksten til sangen mens han var i Seattle. Han sagde: "Seattle er en stor by, men samtidig er den stadig mindre end Los Angeles, og det virker meget mere stille deroppe. Jeg skrev bare, hvordan L.A. så ud for mig. Hvis nogen kommer til byen, og de ønsker at finde noget, kan de finde hvad som helst." Magasinet Hit Parader har citeret rytmeguitarist Izzy Stradlin, der opsummerer sangen til at være om "Hollywoods gader – Fuldstændig virkelighedstro."
Slash beskriver udviklingen af musikken til "Welcome to the Jungle" i sin selvbiografi således: På et tidspunkt, da bandet forsøgte at skrive nyt materiale, huskede Axl Rose et riff Slash havde spillet, mens han boede i kælderen hos Slash's mor. Slash spillede det, og bandet havde hurtigt fastlagt grundlaget for en sang, eftersom at Slash blev ved med at komme op med nye guitar-riffs til den. Slash tilskriver dog Duff McKagan æren for at finde på sangens breakdown. 
Ifølge Slash var sangen skrevet ca. i løbet af tre timer.
Sangen er med i spillet Grand Theft Auto: San Andreas, hvor den spilles på den fiktive radiokanal Radio X. Den også med i spillet Guitar Hero 3